# Isla de Nutca
La isla de Nutca (también escrito como Nuca o Nutka, en inglés Nootka Island) es una pequeña isla costera del tramo central de la costa suroccidental de la isla de Vancouver, perteneciente a la provincia de la Columbia Británica (Canadá). Tiene un área de 534 km² y está separada de la isla de Vancouver por las aguas del estrecho de Nutca y la ensenada Esperanza.
El nombre de la isla proviene de un grupo indígena procedente de la Isla de Vancouver, al que se conocía desde antiguo como los Nutca. En la actualidad se lo conoce como los Nuu-chah-nulth.

## Historia

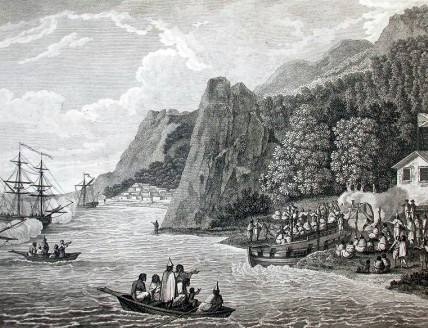
John Meares arribando a Nutca en 1788.

El estrecho de Nutca o Nutka (en inglés, Nootka Sound) fue avistado por primera vez por un europeo el 8 de agosto de 1774 por el explorador español Juan José Pérez Hernández a bordo de la nave Santiago quien, sin desembarcar, lo denominó Surgidero de San Lorenzo. Su misión era llegar hasta los 65ºN de latitud, pero regresó a San Blas por falta de víveres. Al año siguiente se reorganizó la expedición en la que participaron, además, Bruno de Heceta y Juan Francisco de la Bodega y Quadra, a bordo del San Carlos, el Santiago y el Sonora. La intención era descubrir los asentamientos de los rusos y tomar posesión en nombre de la Corona española. En marzo de 1778 el capitán James Cook fue el primer europeo en tomar tierra en la isla Bligh, denominando al estrecho como King George's Sound. Estando en Friendly Cove los nativos coreaban «Itchme nutka, itchme nutka» queriendo decir que diera la vuelta a Yuquot (nombre nativo que significa "Lugar Ventoso"), pero Cook les malinterpretó pensando que decían el nombre del lugar.
El español Ignacio de Arteaga visitó la zona con el Princesa en 1779, llegando a una amplia bahía que denominó Puerto Bucarelli. 
En esos tiempos el comercio entre Asia y América del Norte era un monopolio español, con limitadas licencias reconocidas a los portugueses. El ministro español conde de Floridablanca, el 8 de julio de 1787 dio instrucciones para que fuerzas españolas de California se dirigieran hacia el norte y «fijaran y aseguraran los puntos que se puedan, aficionando los indios y arrojando cualesquiera huéspedes que se hallen establecidos». En 1787 se dirigió a la zona una nueva expedición española con los barcos Princesa al mando de Esteban Martínez y San Carlos al mando de Gonzalo López de Haro. Tras disputar entre sí ambos comandantes, realizaron exploraciones por separado. López de Haro llegó a Unalaska, en donde los rusos le informaron que dos fragatas de ese país se estaban alistando para dirigirse a ocupar Nutca. En las Aleutianas, Martínez recibió la misma información, junto con noticias de la existencia de un asentamiento inglés en Nutca. El comerciante británico John Meares, quien había recorrido la zona en 1785 y 1786, usando barcos con bandera portuguesa y tripulación británica, estableció un puesto comercial en el estrecho de Nutca en 1788, esperando obtener grandes ganancias en el comercio con China.

### Asentamiento español

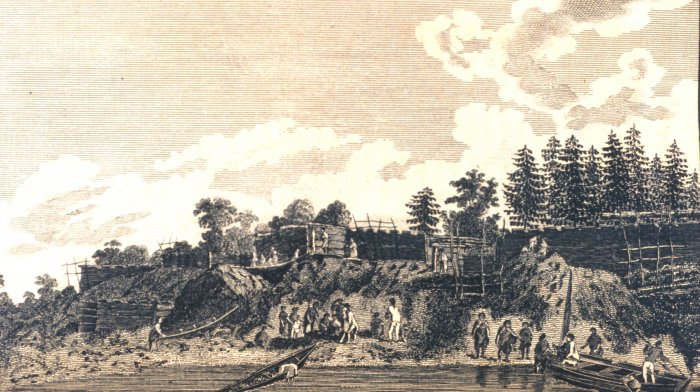
Asentamientos en Nutca, alrededor de 1790.

El 5 de mayo de 1789 el sevillano Esteban José Martínez comandando las naves Princesa y San Carlos, tomó posesión de la Ensenada de Nutca, cuyo territorio pasó a formar parte del Virreinato de Nueva España. Al llegar a la isla de Nutca halló allí a dos barcos estadounidenses, el Columbia y la Lady Washington, cuyos capitanes adujeron que recalaron allí por las malas condiciones climáticas, por lo que Martínez los dejó partir. Se encontraba también en la isla el paquebote de bandera portuguesa Iphigenia Nubiana perteneciente a capitales británicos ligados a John Meares. Poco después de la llegada de Martínez, apareció el paquebote británico Argonaut al mando del capitán James Colnett, quien transportando mercaderías, pretendía fortificarse en la isla. Martínez apresó al Argonaut y al Iphigenia Nubiana. Poco después llegaron a la isla dos barcos británicos, la balandra Princesa Real, al mando de Thomas Hudson y la goleta Northwest America. Martínez procedió a detenerlas el 5 de junio y el 2 de julio, respectivamente, remitiendo los barcos a San Blas, Nayarit, en el actual México, entonces Nueva España. En el islote de San Miguel o Isla de los Cerdos, se construyó una batería que constituiría el Fuerte de San Miguel, y en otro islote se construyó el Baluarte de San Rafael, pero a fines de julio de 1789 se recibió la orden de abandonar el establecimiento.
Ante el inminente conflicto el gobierno español decidió fortificar Nutca, estableciendo el Fuerte de San Miguel en forma permanente en abril de 1790. Al mismo tiempo se envió al teniente de navío Francisco de Eliza para dirigir el asentamiento junto con 76 hombres de la Primera Compañía Franca de Voluntarios de Cataluña comandados por Pedro Alberni. La presencia de los voluntarios catalanes es el motivo por el que en los dibujos realizados por la expedición de Alejandro Malaspina, que pasó por Nutca en el verano de 1791, aparezcan numerosos individuos portando la típica barretina.

### Ocupación británica

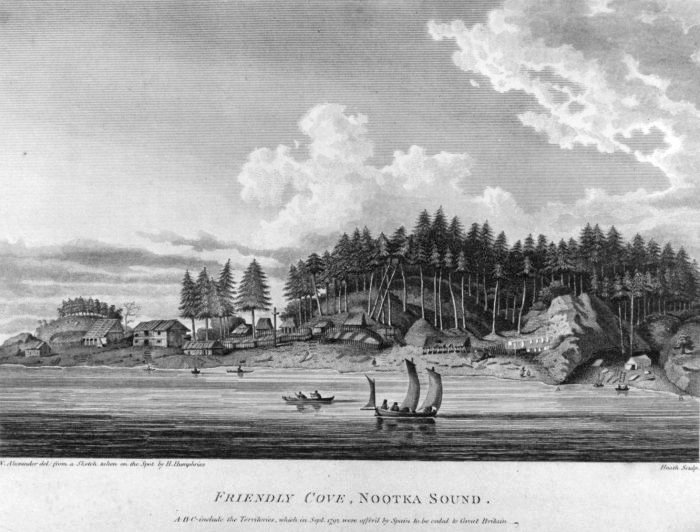
George Vancouver en Friendly Cove hacia 1791.

George Vancouver arribó a Friendly Cove en 1791. La Convención de Nutca resolvió las diferencias de Gran Bretaña con España, devolviendo a la primera la posesión de sus instalaciones en el territorio, quedando liberado su acceso al mismo y sin definir la pertenencia a ningún estado. En 1795 se retiraron los españoles, abandonando el fuerte.

## Clima
| Parámetros climáticos promedio de Nootka (1981-2010) | Parámetros climáticos promedio de Nootka (1981-2010) | Parámetros climáticos promedio de Nootka (1981-2010) | Parámetros climáticos promedio de Nootka (1981-2010) | Parámetros climáticos promedio de Nootka (1981-2010) | Parámetros climáticos promedio de Nootka (1981-2010) | Parámetros climáticos promedio de Nootka (1981-2010) | Parámetros climáticos promedio de Nootka (1981-2010) | Parámetros climáticos promedio de Nootka (1981-2010) | Parámetros climáticos promedio de Nootka (1981-2010) | Parámetros climáticos promedio de Nootka (1981-2010) | Parámetros climáticos promedio de Nootka (1981-2010) | Parámetros climáticos promedio de Nootka (1981-2010) | Parámetros climáticos promedio de Nootka (1981-2010) |
| Mes                                                  | Ene.                                                 | Feb.                                                 | Mar.                                                 | Abr.                                                 | May.                                                 | Jun.                                                 | Jul.                                                 | Ago.                                                 | Sep.                                                 | Oct.                                                 | Nov.                                                 | Dic.                                                 | Anual                                                |
| ---------------------------------------------------- | ---------------------------------------------------- | ---------------------------------------------------- | ---------------------------------------------------- | ---------------------------------------------------- | ---------------------------------------------------- | ---------------------------------------------------- | ---------------------------------------------------- | ---------------------------------------------------- | ---------------------------------------------------- | ---------------------------------------------------- | ---------------------------------------------------- | ---------------------------------------------------- | ---------------------------------------------------- |
| Temp. máx. abs. (°C)                                 | 18.5                                                 | 16.5                                                 | 18.5                                                 | 23.0                                                 | 27.5                                                 | 30.0                                                 | 34.0                                                 | 34.0                                                 | 26.5                                                 | 22.5                                                 | 22.5                                                 | 18.0                                                 | 34.0                                                 |
| Temp. máx. media (°C)                                | 7.4                                                  | 8.2                                                  | 9.8                                                  | 11.9                                                 | 14.7                                                 | 16.9                                                 | 19.1                                                 | 19.5                                                 | 17.7                                                 | 13.2                                                 | 9.0                                                  | 7.2                                                  | 12.9                                                 |
| Temp. media (°C)                                     | 5.6                                                  | 5.9                                                  | 7.1                                                  | 8.8                                                  | 11.5                                                 | 13.7                                                 | 15.8                                                 | 16.3                                                 | 14.7                                                 | 10.8                                                 | 7.1                                                  | 5.4                                                  | 10.2                                                 |
| Temp. mín. media (°C)                                | 3.7                                                  | 3.5                                                  | 4.3                                                  | 5.7                                                  | 8.3                                                  | 10.6                                                 | 12.4                                                 | 13.0                                                 | 11.6                                                 | 8.4                                                  | 5.1                                                  | 3.5                                                  | 7.5                                                  |
| Temp. mín. abs. (°C)                                 | -6.5                                                 | -10.0                                                | -3.0                                                 | 0.0                                                  | 1.0                                                  | 5.0                                                  | 6.0                                                  | 9.0                                                  | 5.0                                                  | -1.0                                                 | -7.0                                                 | -5.5                                                 | -10.0                                                |
| Precipitación total (mm)                             | 471.6                                                | 325.4                                                | 314.2                                                | 264.6                                                | 169.0                                                | 147.3                                                | 79.4                                                 | 99.4                                                 | 145.4                                                | 355.5                                                | 480.2                                                | 427.7                                                | 3279.7                                               |
| Fuente: Environment Canada                           |                                                      |                                                      |                                                      |                                                      |                                                      |                                                      |                                                      |                                                      |                                                      |                                                      |                                                      |                                                      |                                                      |

## Galería

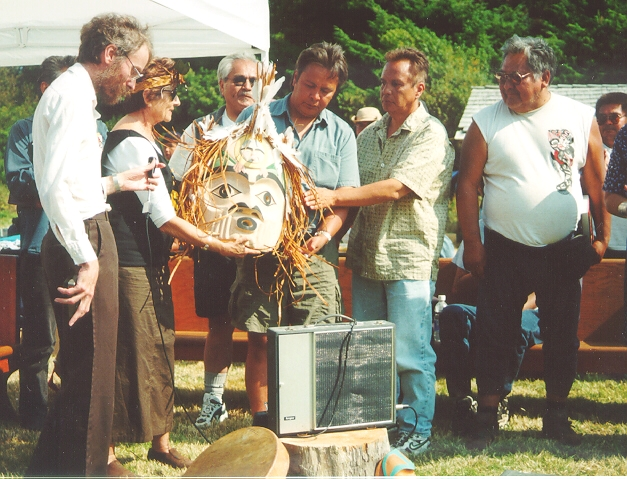
Nutca – Mercedes Palau comunica la intención de España de devolver objetos indígenas en su posesión.